# Allegri marinai
Allegri marinai (Sailor's Holiday) è un film del 1929 diretto Fred C. Newmeyer.

## Distribuzione
La pellicola è stata distribuita nelle sale cinematografiche statunitensi a partire dal 14 settembre 1929.